# Scotopteryx multistrigaria
Scotopteryx multistrigaria är en fjärilsart som beskrevs av Heydemann 1930. Scotopteryx multistrigaria ingår i släktet backmätare, och familjen mätare. Inga underarter finns listade.